# Universiade d'hiver de 2003
Navigation
Édition précédente Édition suivante
L'Universiade d'hiver 2003 est la 21e édition des Universiades d'hiver. Elle s'est déroulée à Tarvisio, en Italie, du 16 au 26 janvier 2003.

## Disciplines
- Biathlon
- Combiné nordique
- Curling
- Hockey sur glace
- Patinage artistique
- Saut à skis
- Short-track
- Ski alpin
- Ski de fond
- Snowboard

## Tableau des médailles
| Rang | Nation               | Or | Argent | Bronze | Total |
| ---- | -------------------- | -- | ------ | ------ | ----- |
| 1    | Russie               | 12 | 10     | 10     | 32    |
| 2    | Ukraine              | 7  | 4      | 3      | 14    |
| 3    | Chine                | 6  | 2      | 2      | 10    |
| 4    | Italie               | 5  | 8      | 7      | 20    |
| 5    | Japon                | 5  | 6      | 3      | 14    |
| 6    | Corée du Sud         | 5  | 3      | 4      | 12    |
| 7    | Slovénie             | 3  | 5      | 3      | 11    |
| 8    | Autriche             | 3  | 1      | 1      | 5     |
| 9    | Canada               | 2  | 5      | 3      | 10    |
| 10   | Tchéquie             | 2  | 2      | 2      | 6     |
| 11   | Kazakhstan           | 2  | 2      | 2      | 6     |
| 12   | Biélorussie          | 2  | 2      | 1      | 5     |
| 13   | France               | 2  | 1      | 1      | 4     |
| 14   | Finlande             | 1  | 3      | 4      | 7     |
| 15   | Suisse               | 1  | 2      | 1      | 4     |
| 16   | Allemagne            | 1  | 0      | 1      | 2     |
| 17   | Suède                | 1  | 0      | 0      | 1     |
| 18   | Slovaquie            | 0  | 2      | 2      | 4     |
| 19   | Pologne              | 0  | 1      | 3      | 4     |
| 20   | Royaume-Uni          | 0  | 1      | 1      | 5     |
| 21   | États-Unis           | 0  | 1      | 1      | 2     |
| 22   | Serbie-et-Monténégro | 0  | 0      | 1      | 1     |
| 23   | Norvège              | 0  | 0      | 1      | 1     |